# Райан, Митчелл
Митчелл Райан (англ. Mitchell Ryan, 11 января 1934, Цинциннати, Огайо — 4 марта 2022, Лос-Анджелес, Калифорния) — американский актёр театра, кино и телевидения. Наиболее известен по ролям Бёрка Девлина в готическом телесериале «Мрачные тени», Эдварда Монтгомери в телесериале «Дарма и Грег» и роли генерала Питера Маккалистера в боевике 1987 года «Смертельное оружие».

## Биография
Митчелл Райан родился 11 января 1934 года в Цинциннати, вырос в Луисвилле, штат Кентукки. Служил в ВМФ во время Корейской войны. После войны переехал в небольшой город Абингдон, где начал работать в театре Бартера. Вскоре состоялся дебют Райана в кино — вместе с Робертом Портфилдом, основателем театра, он получил небольшие роли в фильме «Дорога грома».
В 1957 году Митчелл Райан переехал в Нью-Йорк и продолжил карьеру на Бродвее. Среди спектаклей с его участием — «Подожди до темноты», «Медея» и «Цена».
Райн входил в основной актёрский состав культовой «мыльной оперы» «Мрачные тени», получив роль Бёрка Девлина, но в июне 1967 года из-за проблем с алкоголем был отстранён, и его заменил Энтони Джордж. В 1973 году Райна получил главную роль в телесериале «Погоня».
В начале 2000-х Митчелл Райан был президентом Фонда Гильдии киноактёров США.
Скончался 4 марта 2022 года в своём доме в Лос-Анджелесе в возрасте 88 лет.

## Избранная фильмография
| Год       |    | Русское название                     | Оригинальное название                 | Роль                      |
| --------- | -- | ------------------------------------ | ------------------------------------- | ------------------------- |
| 1958      | ф  | Дорога грома                         | Thunder Road                          | Джед Молтри               |
| 1970      | ф  | Монти Уолш                           | Monte Walsh                           | коротышка Остин           |
| 1971      | ф  | Охота                                | The Hunting Party                     | Док Харрисон              |
| 1971      | ф  | Чендлер                              | Chandler                              | Чарльз Кинкейд            |
| 1972      | ф  | Сигнальщики                          | The Honkers                           | Лоуелл                    |
| 1972      | ф  | Отражение страха                     | A Reflection of Fear                  | инспектор Маккенна        |
| 1973      | ф  | Наездник с высоких равнин            | High Plains Drifter                   | Дэйв Дрейк                |
| 1973      | ф  | Друзья Эдди Койла                    | The Friends of Eddie Coyle            | Уотерс                    |
| 1973      | ф  | Парни в синей форме                  | Electra Glide in Blue                 | Харв Пул                  |
| 1973      | ф  | Высшая сила                          | Magnum Force                          | Маккой                    |
| 1976      | ф  | Мидуэй                               | Midway                                | контр-адмирал Обри Фитч   |
| 1976      | ф  | Двухминутное предупреждение          | Two-Minute Warning                    | священник                 |
| 1986      | тф | Штрафная стадия                      | Penalty Phase                         | судья Дональд Фолкнер     |
| 1987      | ф  | Смертельное оружие                   | Lethal Weapon                         | генерал Питер МакКалистер |
| 1989      | ф  | Суровые люди                         | Winter People                         | Друри Кэмпбелл            |
| 1989—1989 | с  | Санта-Барбара                        | Santa Barbara                         | Энтони Тонелл             |
| 1992      | ф  | Железный орёл 3: Асы                 | Aces: Iron Eagle III                  | Симмс                     |
| 1993      | ф  | Горячие головы! Часть вторая         | Hot Shots! Part Deux                  | Грей Эдвардс              |
| 1994      | ф  | Голубое небо                         | Blue Sky                              | Рей Стивенс               |
| 1994      | ф  | Безмолвие                            | Speechless                            | священник                 |
| 1995      | ф  | Судья Дредд                          | Judge Dredd                           | Вартис Хэммонд            |
| 1995      | ф  | Хэллоуин 6: Проклятие Майкла Майерса | Halloween: The Curse of Michael Myers | доктор Уинн               |
| 1997      | ф  | Собственность дьявола                | The Devil’s Own                       | Джим Келли                |
| 1997      | ф  | Лжец, лжец                           | Liar Liar                             | мистер Аллан              |
| 1997      | ф  | Убийство в Гросс-Пойнте              | Grosse Pointe Blank                   | мистер Барт Ньюберри      |